# ابل سوارز
ابل سوارز (انگلیسی: Abel Suárez؛ زادهٔ ۱۱ آوریل ۱۹۹۱) بازیکن فوتبال اهل اسپانیا است.
از باشگاه‌هایی که در آن بازی کرده‌است می‌توان به باشگاه فوتبال لگانس و باشگاه ورزشی تنریف اشاره کرد.